# Kanton Neuf-Brisach
Neuf-Brisach is een voormalig kanton in het arrondissement Colmar van het Franse departement Haut-Rhin.

## Geschiedenis
Op 22 maart 2015 werden zowel het kanton Neuf-Brisach als het arrondissement Colmar opgeheven. De gemeenten werden opgenomen in het kanton Ensisheim en het arrondissement Colmar-Ribeauvillé

## Gemeenten
Het kanton Neuf-Brisach omvatte de volgende gemeenten:
- Algolsheim
- Appenwihr
- Balgau
- Biesheim
- Dessenheim
- Geiswasser
- Heiteren
- Hettenschlag
- Logelheim
- Nambsheim
- Neuf-Brisach (hoofdplaats)
- Obersaasheim
- Vogelgrun
- Volgelsheim
- Weckolsheim
- Wolfgantzen